# Castellnou de Bages
Castellnou de Bages ist ein Ort und eine Gemeinde (municipi) mit 1.430 Einwohnern (Stand: 2024) in der Provinz Barcelona in der Autonomen Region Katalonien. Sie liegt in der Comarca Bages.

## Lage
Der Ort Castellnou de Bages liegt in einer Höhe von etwa 470 m ü. d. M. Die Stadt Manresa befindet sich etwa 17 Kilometer (Fahrtstrecke) südlich und die Provinzhauptstadt Barcelona ist ca. 80 Kilometer in südlicher Richtung entfernt. Zur Gemeinde gehören insgesamt fünf Orte bzw. Weiler.

## Bevölkerungsentwicklung
| Jahr      | 1960 | 1970 | 1981 | 1990 | 2000 | 2014  |
| Einwohner | 118  | 81   | 88   | 169  | 526  | 1.241 |

Im 19. Jahrhundert hatte die Gemeinde meist zwischen 250 und 400 Einwohner; die Reblauskrise im Weinbau und die Mechanisierung der Landwirtschaft führten zu einem Bevölkerungsrückgang bis auf die Tiefststände der 1970er und 1980er Jahre. Die Ausweisung von Neubaugebieten und die relative Nähe zur Stadt Manresa haben zum enormen Bevölkerungsanstieg der letzten Jahre beigetragen.

## Wirtschaft
Vor allem die Feldwirtschaft (Getreide, Sonnenblumen etc.), aber auch die Stallhaltung von Vieh und Geflügel bilden die Erwerbsgrundlage der Einwohner. Seit der Mitte der 1990er Jahre sind kleinere Geschäfte und Handwerksbetriebe hinzugekommen.

## Geschichte
Die erste Erwähnung einer Burg (Castell del Buc) stammt bereits aus dem Jahr 952; sie wurde jedoch im Jahr 999 von den Truppen Almansors zerstört. Erstmals im Jahr 1001 ist von einer neuen Burg (Castellnou) die Rede, um welche herum sich allmählich der heutige Ort entwickelte, der zuerst zur Grafschaft Barcelona, später dann zum Bistum Vic gehörte.

## Sehenswürdigkeiten
- Die Pfarrkirche Sant Andreu ist ein Kleinod romanischer Architektur Kataloniens. Ihre Datierung ist unklar – aufgrund ihrer geographischen und stilistischen Nähe zur etwa zehn Kilometer nördlich gelegenen Kirche von Sant Cugat del Racó ist das 11. Jahrhundert anzunehmen. In der ersten Hälfte des 12. Jahrhunderts jedenfalls übergab Reverter de La Guardia, der damalige Vizegraf von Barcelona, die Kirche in die Obhut des Klosters Sant Vicenç in Cardona; insofern könnte sie zumindest zeitweise als Prioratskirche fungiert haben. Die dreischiffige Kirche zeichnet sich vor allem durch ihre klaren Proportionen und ihr Baudekor mit Rundbogenfriesen im Lombardischen Baustil aus; die mittlere Apsis zeigt zusätzlich eine Lisenengliederung. Der aufgesetzte Glockenturm über der Westseite ist eine Zutat des 16. oder 17. Jahrhunderts. Die drei Kirchenschiffe sind tonnengewölbt; die Apsiden haben die übliche Kalottenwölbung.
- Unmittelbar neben der Kirche stehen die Ruinen der ‚neuen Burg‘.

Argençola
- Die kleine Kirche Santa Margarida de Viladepost ist ebenfalls romanischen Ursprungs.